# Хенниган, Майк
Майкл (Майк) Хеннинган (англ. Mike Hennigan; род. 20 декабря 1942 года, Фриберг) — английский футболист и тренер.

## Биография
В качестве футболиста выступал на позиции центрального защитника за «Саутгемптон» и «Брайтон энд Хоув Альбион», которые в те годы выступали в низших английских лигах. Завершал свою карьеру футболист в чемпионате ЮАР. Там он играл за команду «Дурбан Юнайтед».
В качестве тренера Хеннинган вместе с Майком Дэвисом временно возглавлял «Блэкпул» после ухода с должности Найджела Уорингтона. По ходу 2005 года англичанин руководил сборной Малави по футболу.